# Sommer-Paralympics 2024/Teilnehmer (Burkina Faso)
| stlisierte Goldmedaille | stlisierte Silbermedaille | stlisierte Bronzemedaille |
| ----------------------- | ------------------------- | ------------------------- |
| —                       | —                         | —                         |

Burkina Faso entsandte für die Paralympischen Spiele 2024 in Paris eine Leichtathletin.

## Teilnehmer

### Leichtathletik
| Athleten       | Klassifizierung | Wettbewerb | Vorlauf      | Vorlauf | Finale        | Finale        | Rang |
| Athleten       | Klassifizierung | Wettbewerb | Zeit         | Rang    | Zeit          | Rang          | Rang |
| -------------- | --------------- | ---------- | ------------ | ------- | ------------- | ------------- | ---- |
| Frauen         |                 |            |              |         |               |               |      |
| Rahinatou Mone | T13             | 100 m      | 13,86 s (PB) | 13      | ausgeschieden | ausgeschieden | 13   |

PB: Persönliche Bestleistung